# Giuseppe Mentessi
Giuseppe Mentessi (Ferrara, 29 settembre 1857 – Milano, 14 giugno 1931) è stato un pittore italiano.

## Biografia

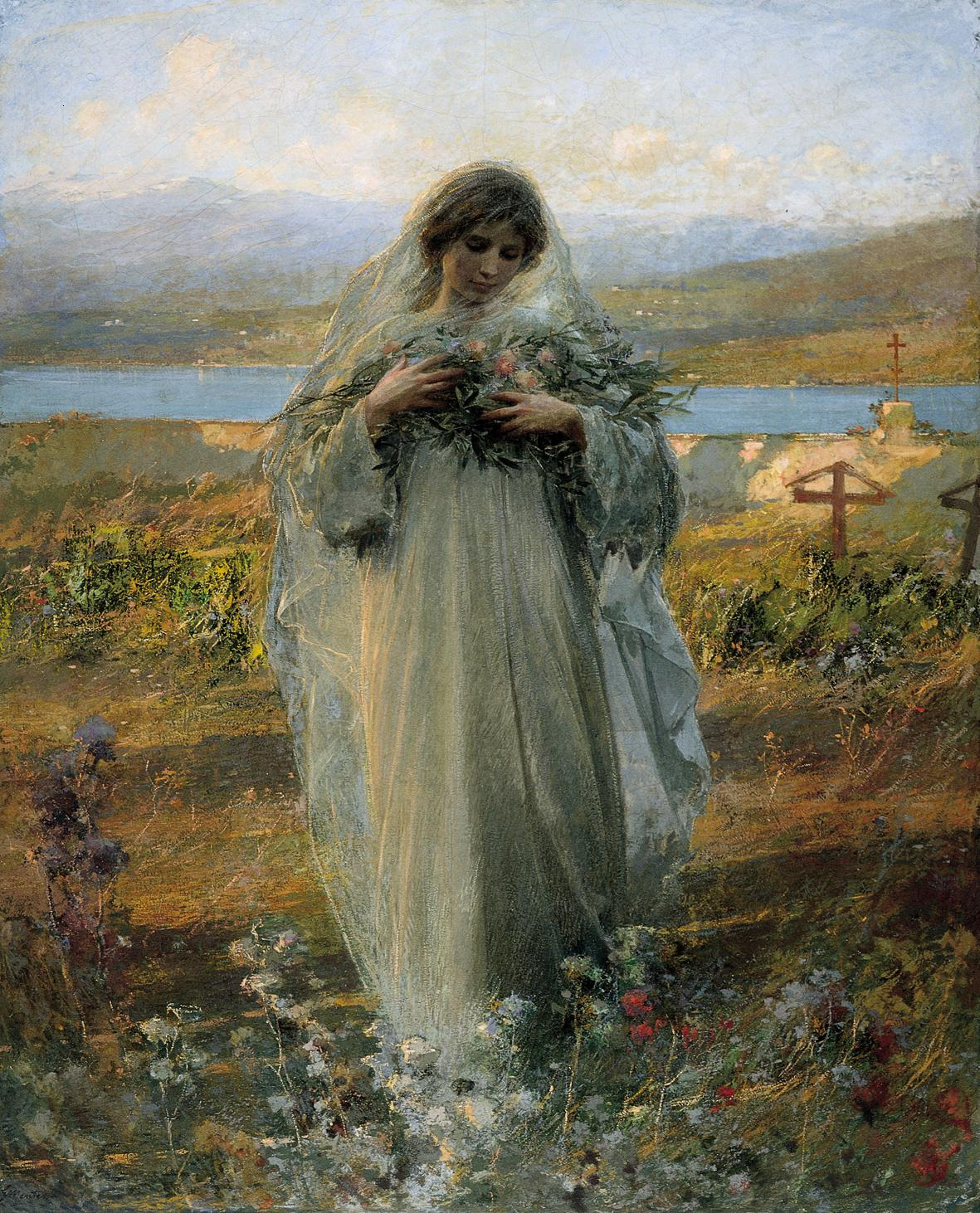
Pace (1907)
Gallerie d'Arte Moderna e Contemporanea di Ferrara

Nato da Michele (Polinago, 1782 - Ferrara, 1864) e da Teresa Bentini (Godo, 1830 - Milano, 1910) commercianti di vini, rimase orfano di padre a 7 anni legandosi molto alla madre, con cui visse tutta la vita sia a Ferrara che a Milano. Si formò a Ferrara presso la civica Scuola d'arte, a Parma presso l'Accademia di belle arti e infine a Milano all'Accademia di Brera. Nel 1880 cominciò presso quest'ultima ad insegnare disegno architettonico e geometria elementare. A Milano strinse rapporti di amicizia con il concittadino Gaetano Previati e con l'architetto Luca Beltrami.
Dal 1882 prese a partecipare alle esposizioni annuali all'Accademia di Brera. Inizialmente attratto dai moduli della scapigliatura lombarda, aderì in seguito a un simbolismo di matrice floreale. Invitato nel 1895 alla I Biennale di Venezia, prese in seguito parte a tutte le edizioni fino al 1914 (ad esclusione di quella tenuta nel 1910). A cavallo fra otto e novecento svolse anche una intensa attività di illustratore collaborando a libri di Luca Beltrami, Neera, Gerolamo Rovetta, Berto Barbarani, Ettore Janni e a riviste e giornali: un taglio illustrativo ha anche un acquarello che ritrae Lyda Borelli mentre si accinge a fare il bagno in una vasca con tendaggi. Fu anche decoratore murale, ornando il loggiato di Villa Facheris a Inzago, Villa Paradiso a Montesiro, la cappella Delmati nel cimitero di Lenno e la cappella Gnecchi-Ruscone nel cimitero di Verderio. Ornò poi la Basilica di San Babila di Milano con una serie di tele raffiguranti santi e progettò una decorazione per la Basilica di San Giorgio fuori le mura a Ferrara.
Dopo una lunga attività espositiva, morì a Milano e venne sepolto nel cimitero monumentale della Certosa di Ferrara. La tomba in cui è sepolto assieme alla madre fu progettata dal collega e amico Luca Beltrami. 
Sue opere figurano nelle collezioni del Museo dell'Ottocento a Ferrara, nella Galleria d'arte moderna di Venezia, nella Pinacoteca ambrosiana a Milano, nella Galleria di Palazzo Pitti a Firenze, nel MASILugano e nella GNAM di Roma. 
Varie sue opere sono inoltre presenti nella collezione dell'Assicoop Modena-Unipol e presso la Fondazione Cavallini Sgarbi a Ro Ferrarese
Una raccolta di fotografie di suoi disegni, scattate da Emilio Sommariva, è visitabile nel sito: LombardiaBeniCulturali Sommariva, Emilio

## Opere
- Piazza del Duomo di domenica (1885-1890), olio su tela, collezione Intesa San Paolo, Milano;
- Venezia, Sagrato della Basilica di San Marco (1887-1890), olio su tela, Museo dell'Ottocento, Ferrara[4];
- Venezia - Piazza San Marco a sera (1887-1890), olio su tela, Museo dell'Ottocento, Ferrara[5];
- Venezia. La città dei maghi (Notturno) (1888), olio su tela, collezione privata;
- Venezia. La città dei maghi. (L'ombra del campanile) (1888), olio su tela, collezione privata;
- Ora triste (1890), olio su tela, Pinacoteca Ambrosiana, Milano;
- Frammento architettonico (1890), olio su tela, Museo dell'Ottocento, Ferrara[6];
- Panem nostrum quotidianum (1894-1895), olio su tela, Museo dell'Ottocento, Ferrara[4];
- L'arrestato (1898), tempera e pastello su tela, collezione privata;
- Lagrime (1898), tempera e pastello su tela, collezione privata;
- Il lavoro redento (Trittico dei Ferrovieri) (1898), olio su tela, Mutua Sanitaria Cesare Pozzo, Milano[7];
- Visione triste (1899), tecnica mista, Galleria d'Arte Moderna Ca' Pesaro, Venezia[8];
- Gioie materne (1900), olio su compensato, Museo dell'Ottocento, Ferrara[9];
- Gloria! (trittico) (1900), pastello su tela, Galleria d'arte moderna, Roma;
- Il dominatore (1900-1911), olio su carta, Galleria d'arte moderna, Roma;
- Il morticino (1906), tempera su tela, Galleria d'Arte Moderna, Milano;
- Amor materno (1907), olio su tela, Raccolte Frugone, Genova;
- Pace (1907), olio su tela, Museo dell'Ottocento, Ferrara[4];
- Ramingo (1909), tempera e pastello su carta, Museo d'arte della Svizzera italiana, Lugano;
- Settimana di Passione (Trittico) (1914), olio su tela, Museo dell'Ottocento, Ferrara[10];
- Paesaggio del Lago di Como (1918), olio su tela, Museo dell'Ottocento, Ferrara[11];
- Autoritratto (1926), olio su tela, Museo dell'Ottocento, Ferrara[4];
- Ore serene (1930), olio su tela, Museo dell'Ottocento, Ferrara[12];
- Roma. Arco di Tito (1930), olio su compensato, Museo dell'Ottocento, Ferrara[13];
- Roma. Basilica di Costantino (1930), olio su compensato, Museo dell'Ottocento, Ferrara[14].